# Рискин, Василий Яковлевич
Василий Яковлевич Рискин (1899, Москва — 1979), советский физик и металлург, специалист в области редких металлов, порошковой металлургии и твёрдых сплавов, лауреат Сталинской премии (1946). Кандидат технических наук (1940).
Племянник (по матери) профессора Александра Васильевича Цингера (1870—1934), в 1922 г. помог ему выехать в Германию.
Член партии с 1918 года, участник гражданской войны.
Окончил Среднеазиатский университет, в который перевёлся из МГУ.
С 1920 г. ответственный работник Управления чрезвычайного уполномоченного Совета рабоче- крестьянской обороны по снабжению, затем начальник интендантского отдела Совета военной промышленности. В начале 1922 г. вместе с Т. М. Алексенко-Сербиным подал в коллегию научно-технического отдела ВСНХ докладную записку «Доклад об организации производства редких элементов в России». В том же году было организовано Бюро по исследованию и промышленному применению редких элементов (сокращенно БЮРЭЛ), и Рискин стал заместителем его председателя. Работы БЮРЭЛ проводились в химической лаборатории 1-го МГУ и на заводе им. Баксакова («Электропривод»), главным инженером которого был Алексенко-Сербин.
С 1928 г. на заводе «Редкие элементы» (Московский завод редких элементов («Редэлем»)) начальник отдела исследовательских работ. С 1931 года в Гиредмете, директор завода редких элементов, на котором было создано второе производство твердых сплавов, вольфрам получали методом восстановления углеродом.
В 1936 году это производство переведено на Московский комбинат твёрдых сплавов, там Рискин заведовал спецлабораторией. Автор ряда важных изобретений по способам производства и получению изделий из редких металлов и твердых сплавов. В 1939 г. награждён орденом Ленина (см. Список награждённых орденом Ленина в 1939 году).
В 1941—1944 гг. в эвакуации в г. Кировград Свердловской области. В этот период награждён орденом Трудового Красного Знамени (13.04.1942). В дальнейшем получил ещё один орден Ленина и второй орден Трудового Красного Знамени.
Сталинская премия 1946 года (в составе коллектива) — за создание новых образцов боеприпасов и разработку технологии их производства.
Сочинения:
- Сырьевая база производства твердых сплавов в СССР [Текст] : [На правах рукописи] / В. Я. Рискин, А. С. Лихачев ; НКТП СССР. Союзредмет. Упр. строительства Завода твердых сплавов и тугоплавких металлов «Сплавстрой». — Москва ; Ленинград : Цветметиздат, 1933. — 43 с., 1 карт. : ил.; 22 см.
- Рискин В. Я. Пути создания новых твердых сплавов в свете современной кристаллохимии. Редкие металлы, 1933, № 3.